# Peill & Putzler
Peill & Putzler war eine Glashütte in der nordrhein-westfälischen Stadt Düren.
1903 wurde die Glashütte Peill und Sohn in Düren gegründet. Leopold Peill, der damalige Besitzer war ein Gönner für die Stadt Düren. So spendete er zum Beispiel 25.000 Mark für die Röntgeneinrichtung des 1909 erbauten städtischen Krankenhauses. 1947 schlossen sich die Glashütten des im Jahre 1869 gründeten Werkes der Gebrüder Putzler in Penzig in der Oberlausitz und Peill und Sohn in Düren zur Peill & Putzler Glashüttenwerke GmbH zusammen. Die Firma Putzler konnte unter anderem auf eine langjährige Erfahrung als Glaslieferant für Petroleumlaternen zurückblicken. Die Fabrikation wurde, bedingt durch den Zweiten Weltkrieg, in Düren auf einen 6,9 ha großen Gelände neben der damaligen Zuckerfabrik Düren im Norden der Stadt zusammengefasst. 
1950 hatte das Werk fünf Glasöfen, in den 1970er Jahren kamen noch zwei dazu. In Spitzenzeiten war die Glashütte der größte Arbeitgeber der Stadt Düren mit bis zu 1.500 Arbeitern.
Wilhelm Wagenfeld, ein deutscher Designer (1900–1990), entwarf für Peill & Putzler von 1952 bis 1958 Leuchtenprogramme. Weitere für das Unternehmen tätige Designer waren zum Beispiel Wilhelm Braun-Feldweg und Helmut Demary. Peill & Putzler gehörte außerdem zu den Gründungsmitgliedern des Rates für Formgebung im Jahr 1953.
1966 wurde die Glashütte erheblich erweitert. Zum 1. Februar 1992 übernahm Peill & Putzler die Bärenhütte in Weißwasser/Oberlausitz. 1994/95 wurde die Produktion von Lampen, Gläsern etc. in Düren eingestellt und nach Slowenien, Polen und Tschechien verlagert. In Düren wurde nur noch mit Lampen gehandelt. 2003 konnte noch das 100-jährige Jubiläum gefeiert werden. 2005 wurde ein Insolvenzverfahren eröffnet.

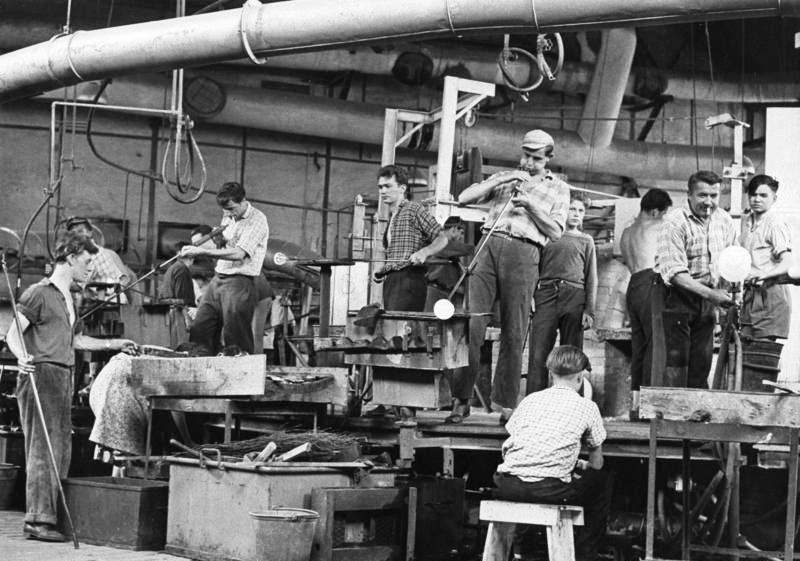
Die Glashütte im Jahre 1958
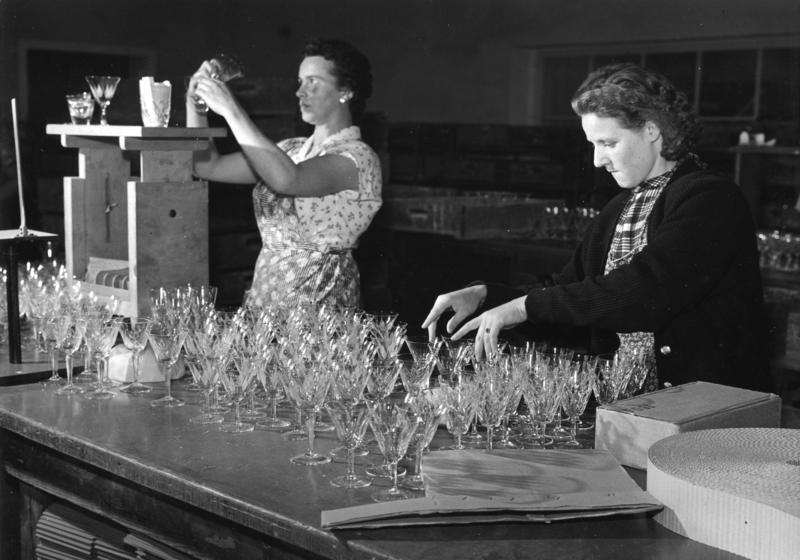
Die Verpackung von Gläsern
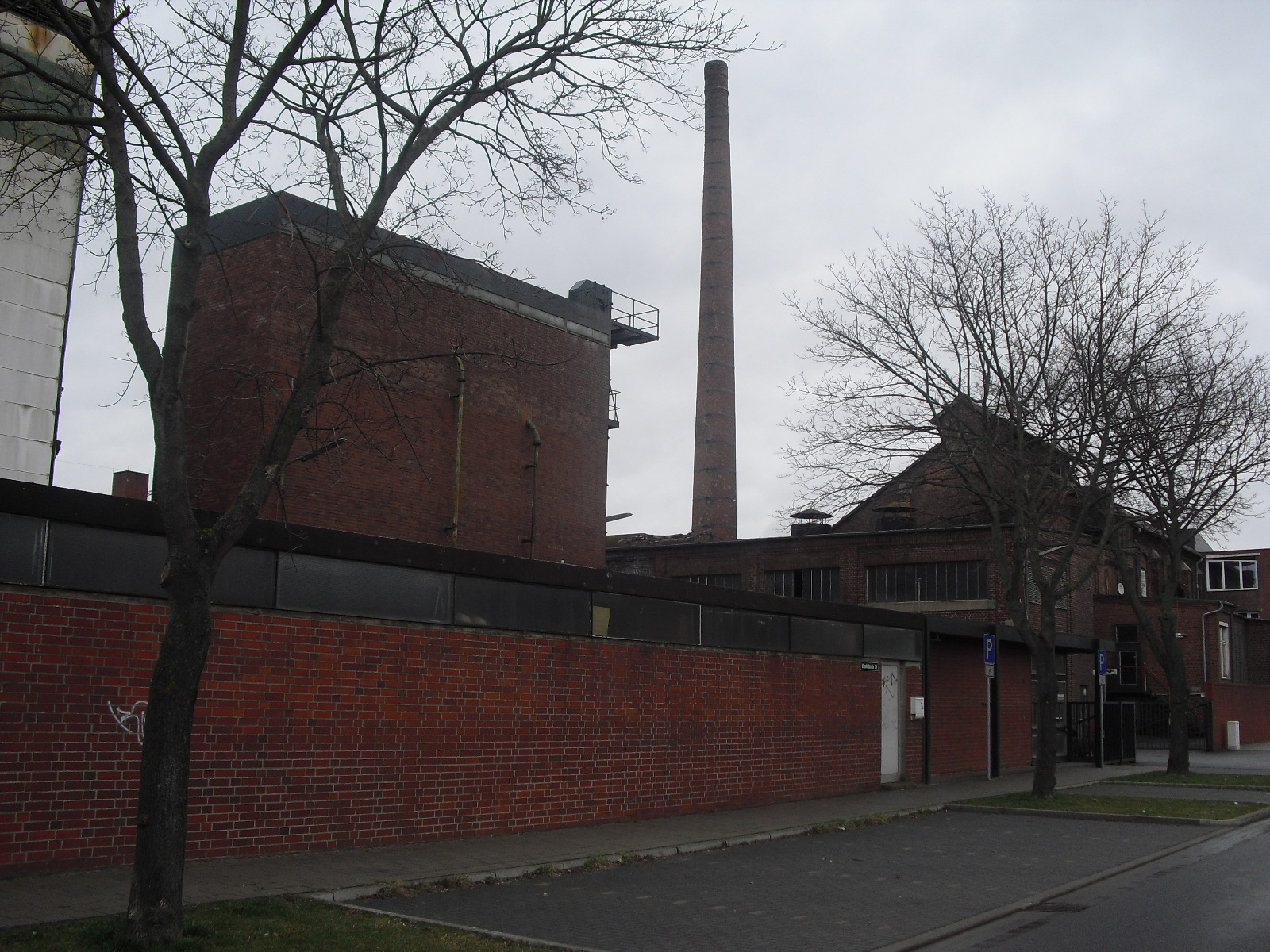
Eine Teil der ehemaligen Glashütte im März 2010
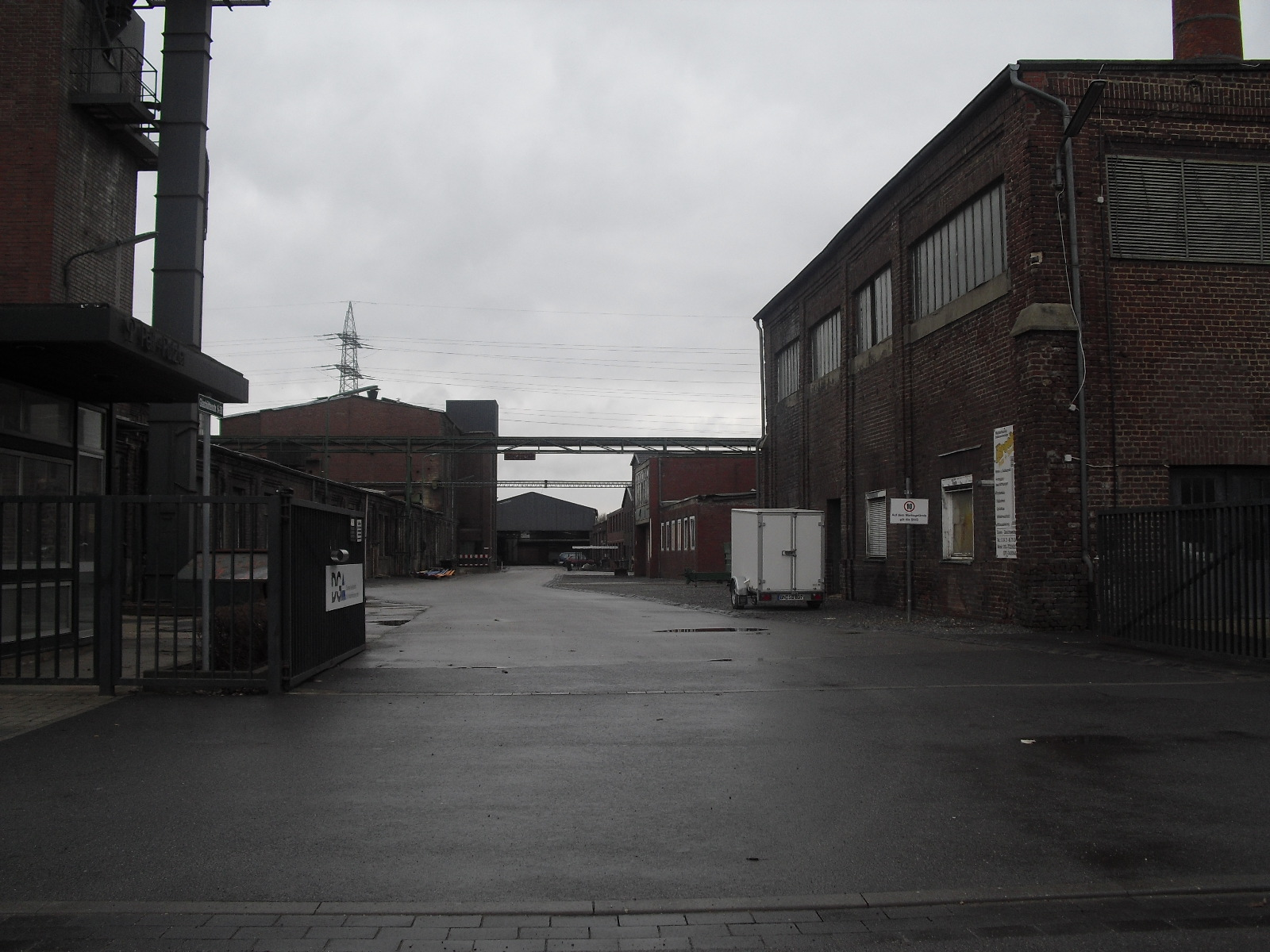
Das ehemalige Werksgelände im März 2010